# 24250 Luteolson
24250 Luteolson là một tiểu hành tinh vành đai chính với chu kỳ quỹ đạo là 1353.8290007 ngày (3.71 năm).
Nó được phát hiện ngày 4 tháng 12 năm 1999.